# FC Țhinvali
Tskhinvali este un club de fotbal din Țhinvali, Georgia.

## Palmares
- Cupa Sovietică a Georgiei

Campionă: 1987
- Pirveli Liga

Caampioană: 2013
Medalia de bronz: 1997, 2005